# Emmanuelgletsjer
De Emmanuelgletsjer is een gletsjer in de gemeente Sermersooq in het oosten van Groenland. Het is een van de gletsjers die gelegen is op Liverpoolland. Twee andere gletsjers op Liverpoolland zijn de Gretegletsjer en de Hansgletsjer. Terwijl die twee gletsjers in westelijke richting stromen, gaat de Emmanuelgletsjer richting het oosten en mondt uit in de Groenlandzee.
De Emmanuelgletsjer heeft een lengte van meer dan tien kilometer en een breedte van meer dan een kilometer.